# Melanoptilon chrysomela
Melanoptilon chrysomela là một loài bướm đêm trong họ Geometridae.